# Landover
Landover é uma cidade do estado de Maryland nos Estados Unidos. Em seus limites está localizado o estádio FedEx Field, o maior da NFL. Em 2010, tinha uma população de 23 078 pessoas.